# Svenska Orienteringsförbundet
Svenska Orienteringsförbundet, SOFT, är ett specialidrottsförbund för svensk orientering med 600 anslutna föreningar.

## Historik
Förbundet bildades på Strömsborg i Stockholm den 6 januari 1938 och anslöts till Riksidrottsförbundet samma år. Förbundet anslöts till Internationella orienteringsförbundet vid dess bildande 1961. 

## Verksamhet
Svenska Orienteringsförbundets kansli ligger i Hammarby sjöstad och det ger ut orienteringstidskriften Orienteraren ( som ersatt den tidigare utgivna Skogssport).
Förbundet har ansvar för de fyra grenarna inom orientering: orienteringslöpning, skidorientering, mountainbikeorientering och precisionsorientering. Det tar ut det svenska landslaget i alla dessa fyra grenar.

## Svenska landslaget i orientering

### Orienteringslöpning[3]

#### A-landslaget
- Tove Alexandersson
- Sara Hagström
- Karolin Ohlsson
- Hanna Lundberg
- Lisa Risby
- Lina Strand
- Johanna Ridefelt
- Gustav Bergman
- Max Peter Bejmer
- Jonatan Gustafsson
- Anton Johansson
- Martin Regborn
- Albin Ridefelt
- Isac von Krusenstierna
- Emil Svensk

#### Utvecklingslandslag
- Emma Bjessmo
- Sanna Fast
- Petrina Costermans
- Vilma von Krusenstierna
- Alva Sonesson
- Andrea Svensson
- Frida Vikström
- Tilda Östberg
- Felix Axelsson
- Axel Elmblad
- Simon Hector
- Simon Imark
- Axel Granqvist
- Henrik Johannesson
- Jens Rönnols
- Viktor Svensk
- Noel Braun

### Skidorientering[4]
- Hanna Eriksson
- Linda Lindkvist
- Magdalena Olsson
- Frida Sandberg
- Isable Salén
- Erik Blomgren
- Sixten Walheim
- Markus Lundholm
- Rasmus Wickbom
- Linus Rapp
- Erik Rost

### Mountainbikeorientering[5]
- Linn Bylars
- Sara Forsgren
- Marcus Jansson
- Hampus Larsson
- Viktor Larsson
- Linus Mood
- Sebastian Svärd
- Marcus Wadell

### Precisionsorientering
Den följande ingick i truppen till VM 2019 i Portugal.
- Martin Fredholm
- Stig Gerdtman
- William Rex
- Ola Jansson
- Michael Johansson
- Marit Wiksell
- Lennart Wahlgren
- Inga Gunnarsson
- Erik Stålnacke

## Förbundsstyrelse
I Svenska Orienteringsförbundets styrelse sitter:
- Maria Krafft Helgesson, förbundsordförande
- Patrik Elfwing, vice ordförande
- Ulrika Granfors
- Claes Turesson
- Jan Näslund
- Mats Rosander
- Eva Öhlund
- Anna Ljungqvist
- Linda Take